# Brooke Overholt
Brooke Overholt (* 2. April 2000 in St. Marys) ist eine kanadische Leichtathletin, die sich auf den 400-Meter-Hürdenlauf spezialisiert hat.

## Sportliche Laufbahn
Erste internationale Erfahrungen sammelte Brooke Overholt, die an der Vanderbilt University studiert, im Jahr 2019, als sie bei den U20-Panamerikameisterschaften in San José in 59,43 s den siebten Platz im 400-Meter-Hürdenlauf belegte. 2023 schied sie bei den Weltmeisterschaften in Budapest mit 56,20 s in der ersten Runde aus.

## Persönliche Bestzeiten
- 400 Meter: 52,86 s, 15. Juli 2023 in Toronto
- 400 m Hürden: 55,50 s, 10. Juni 2023 in Austin